# Tari Márta
Tari Márta (Csongrád, 1932. május 19. –) magyar restaurátor, rajztanár.

## Életrajz
Csongrádon született 1932. május 19-én. Szülei mindkét ágon tősgyökeres csongrádiak voltak, a szülőföldhöz való erős kötődéssel. Édesapja, Tari László fogorvos, amatőr régész, helytörténész, néprajzkutató. Élete során mindent önzetlenül városáért tett, amiért Pro Urbe Díjjal tisztelték meg, és halála után róla nevezték el az általa felfejlesztett csongrádi helytörténeti múzeumot. Édesanyja, dr. Kovács Katalin latin–görög–történelem tanár, aki doktori disszertációját Csongrád XVIII. századi történetéről írta.
Szülei olyan nevelésben részesítették, melyben az értékrend belső értékeken alapult: élet példájukat állítva elé. Kora gyermekkorától együtt élt a tiszai tájjal. A vakációkban keresztbe-kasba úszták a folyót testvéreivel, ladikkal árterületeken a kesernyés illatú füzesekben kalandoztak. A gyermekkori szabadság és önállóság megtapasztalása egész életre elég alapot, tartást adott neki, és erőt a viszontagságok, hátrányok megélésében.
Már gyerekkorában érezte, hogy vizuális kifejeződést kell keressen a gondolataira. Olyan pályát akart választani, ahol ebben képezhette magát. Amikor felvették a Képzőművészeti Főiskolára, a szülei egyáltalán nem örültek. Féltették a művészpályától. Legyen inkább tanár, mint az édesanyja, javasolták neki. Ő szót fogadott, és a festő szak mellé a rajztanári szakot is felvette, sőt restaurátorként is diplomázott. Főiskolát 1960-ban végezte el, majd férjhez ment, és három gyermeke született.
Valóban a tanári pályán telt el az élete. Elhivatottnak érezte magát, és teljes odaadással tette a dolgát. A három gyermek nevelése, és az egyszerre több helyen való tanítás, a sokszoros helytállás annyi feladatot jelentett, hogy teljesen le kellett fojtania magában az alkotás iránti vágyat. Életét nehezítette a két évtized után zátonyra futott házassága is. Mégis mindhárom gyermekét taníttatta, akik mindannyian diplomát szereztek. Eszter iparművész-tanár lett, András testnevelő tanár és újságíró, Balázs kommunikációt és fényképezést tanult. Mára mind sikeresek a saját szakterületükön.
Nyugdíjas éveiben óvónőképzőbe hívták tanítani, ahol olyan foglalkozási kereteket talált ki, amelyek közt sok ötlettel gyarapította a leendő óvónők módszertani ismereteit. Ekkor vetődött fel a mézes tésztával, mint plasztikai anyaggal való formázás ötlete is. Tanítványai sikerélménye visszahatott rá, és a kollégák biztatására kipróbálta ezt a rendhagyó műfajt. Annyira megtetszett ez a foglalkozás neki, hogy egyre másra születtek az alkotásai, addig, mígnem a mézeskalács formázásban kialakított egy egészen egyéni stílust. A mézes reliefjeit képként felkasírozta, amikor lehetőséget kapott, hogy kiállítása műveit az Angelika presszó galériájában. Ezt az első bemutatkozást a kiállítások hosszú sorozata követett Hollókőtől Prágáig, az évek során többfelé külföldre is elkerültek kollekciói.

1996-ban találkozott Gulyás Lászlóval, aki egy kreatív ügynökséget vezetett és felajánlotta neki, hogy falinaptár formátumba szerkeszti, és mézeskalendárium címen kiadja mézes kompozícióit. Az együttműködés napjainkban is tart, 2017-ben jelent meg Tari Márta huszonnyolcadik kiadványa az Excenter Demo Stúdió gondozásában. Az évtizedek során lefojtott indíttatások kimeríthetetlenül törnek fel benne még ma is, 85 éves korában. Kezei közt elevenednek képi álmokká a gyermekkor emlékei. Témái a népköltészet, irodalmi illusztrációk, mesék és az angyali világ.

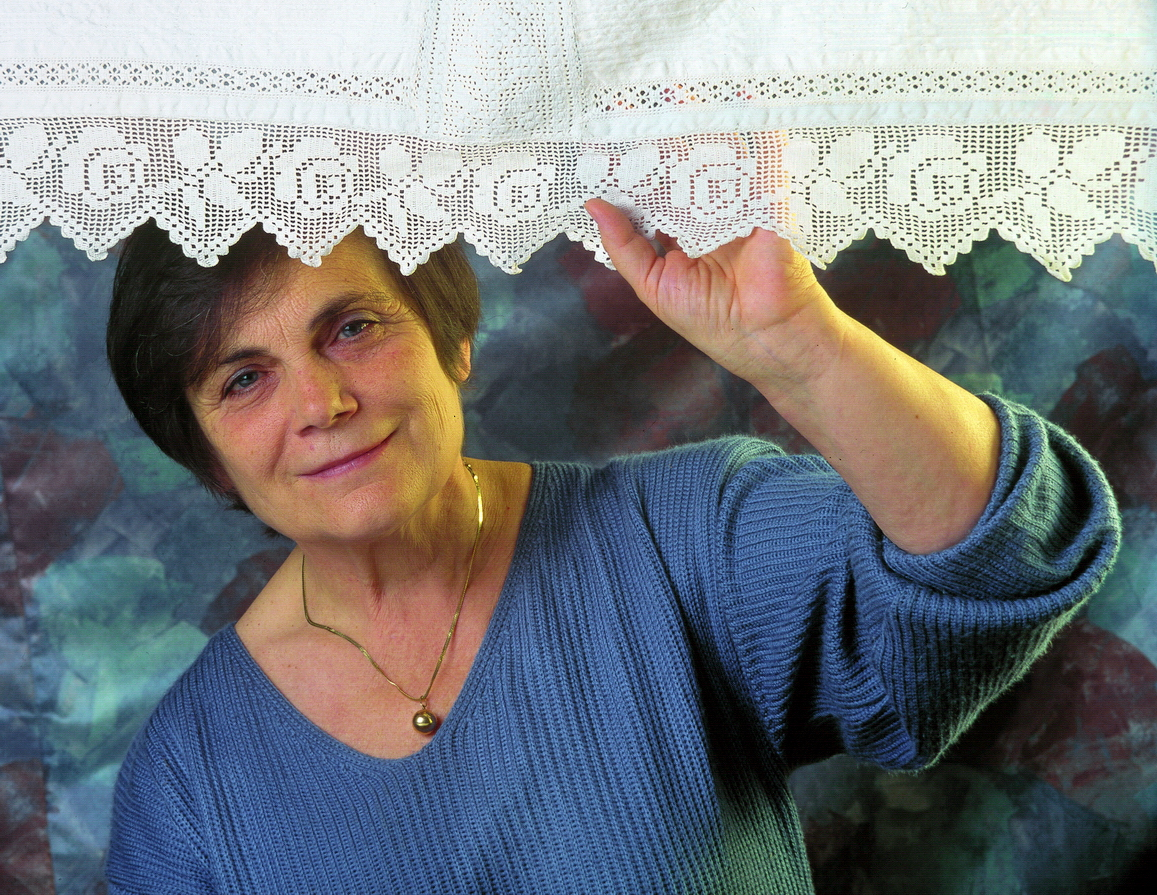
Tari Márta

## Tari Márta kiadványai

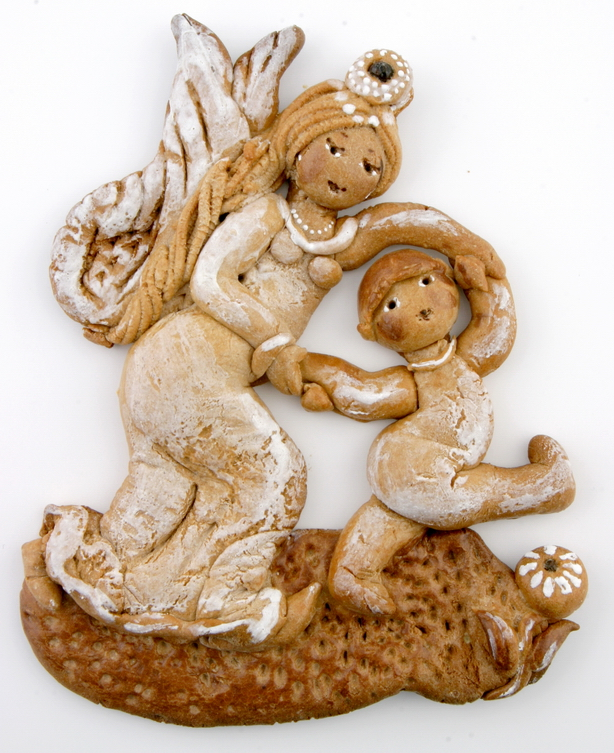
Őrangyal

### Falinaptárak
- Mézeskalendárium 1998 (31 cm × 46 cm; 28 oldal, kiadás éve: 1997)
- Mézeskalendárium 1999 (31 cm × 46 cm; 28 oldal, kiadás éve: 1998)
- Az ezredforduló mézeskalendáriuma 2000 (10 cm × 15 cm; 28 oldal, kiadás éve: 1999)
- Mézesmese mézeskalendárium 2001 (30 cm × 30 cm; 24 oldal, kiadás éve: 2000)
- Mézeskalendárium 2002 (29 cm × 42 cm; 14 oldal, kiadás éve: 2001)
- Mézesmennyország mézeskalendárium 2003 (25 cm × 37 cm; 16 oldal, kiadás éve: 2002)
- Az ótestamentum képei mézestáblákon 2004 (42 cm × 32 cm; 28 oldal, kiadás éve: 2003)
- Bűvölő mondókás mézeskalendárium 2005 (20 cm × 20 cm; 28 oldal, kiadás éve: 2004)
- Édes Erdély mézeskalendárium 2006 (23 cm × 32 cm; 28 oldal, kiadás éve: 2005)
- Édes Hazám mézeskalendárium 2007 (23 cm × 32 cm; 28 oldal, kiadás éve: 2006)
- Talpra magyar mézeskalendárium 2008 (23 cm × 32 cm; 28 oldal, kiadás éve: 2007)
- Édes otthon mézeskalendárium 2009 (30 cm × 30 cm; 28 oldal, kiadás éve: 2008)
- Áldás, békesség mézeskalendárium 2010 (30 cm × 30 cm; 28 oldal, kiadás éve: 2009)
- Édes párom mézeskalendárium 2011 (30 cm × 30 cm; 28 oldal, kiadás éve: 2010)
- Édes álom mézeskalendárium 2012 (30 cm × 30 cm; 28 oldal, kiadás éve: 2011)
- Szívszaggató mézeskalendárium 2013 (30 cm × 30 cm; 28 oldal, kiadás éve: 2012)
- Kaptár naptár mézeskalendárium 2014 (30 cm × 30 cm; 28 oldal, , kiadás éve: 2013)
- Mézes madzag mézeskalendárium 2015 (30 cm x 30 cm; 28 oldal, kiadás éve: 2014)
- Kalácskínáló mézeskalendárium 2016 (30 cm × 30 cm; 28 oldal, kiadás éve: 2015)
- Szívhez szóló mézeskalendárium 2017 (30 cm × 30 cm; 28 oldal, kiadás éve: 2016)
- Arany esztendő mézeskalendárium 2017 (30 cm × 42 cm; 40 oldal, kiadás éve: 2016)
- Mézescsók mézeskalendárium 2018 (30 cm × 30 cm; 28 oldal, kiadás éve: 2017)
- Édes Erdély mézeskalendárium 2018 (24 cm × 33 cm; 16 oldal, kiadás éve: 2017)
- Szívderítő mézeskalendárium 2019 (30 cm x 30 cm; 28 oldal, kiadás éve: 2018)
- Kerek Esztendő mézeskalendárium 2020 (30 cm x 30 cm; 28 oldal, kiadás éve: 2019)[7]

### Könyvek
- Kis karácsonyi ének (puhatábla; 17 cm × 21 cm, 28 oldal, kiadás éve: 2002)
- Mézesmese-Kincsestár (keménytábla; 22 cm × 28 cm; 48 oldal, kiadás éve: 2008)
- Szárnyas királyfi (puhatábla; 21 cm × 28 cm; 48 oldal, kiadás éve: 2009)[7]

### Egyéb kiadványok
- Mézes huszár (kártyajáték, kiadás éve: 2001)
- Mézes MEMORY (memóriajáték, kiadás éve: 2004)[7]

## Tari Márta kiállításai

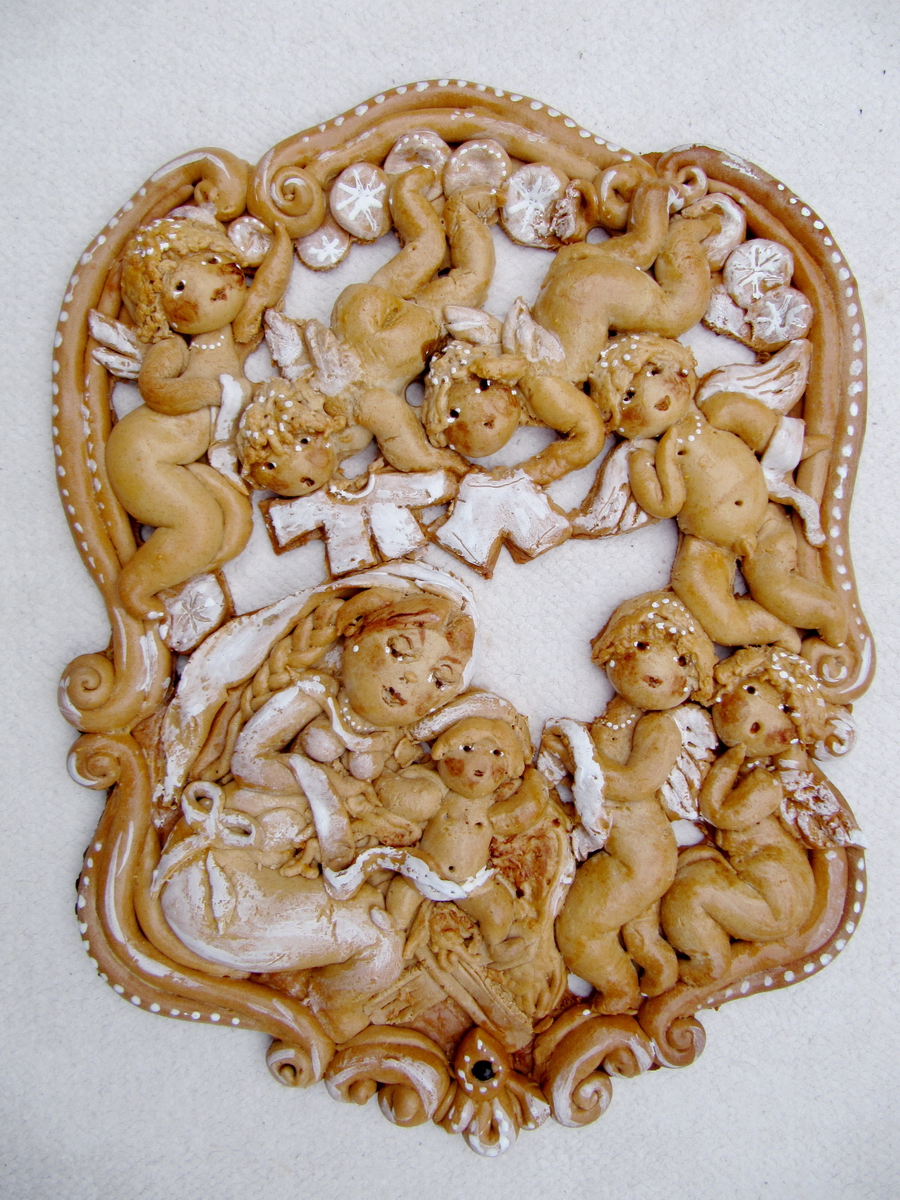
Pólyázó Madonna

### Egyéni kiállítások
- 1991. Budapest – Angelika Galéria
- 1991. Hollókő – Udvarház Galéria
- 1992. Budapest – Angelika Galéria
- 1992. Nagykőrös – Református Iskola-galéria
- 1993. Prága – Magyar Kulturális Központ
- 1993. Vác – Katona Lajos Városi Könyvtár Galériája
- 1994. Szolnok – Városi Művelődési Központ
- 1994. Fót – Könyvtárgaléria
- 1994. Csongrád – Tari László Múzeum
- 1995. Szolnok – Art-borgaléria
- 1995. Vác – Katona Lajos Városi Könyvtár Galériája
- 1996. Győr – Fekete-fehér Városi Művelődési Központ
- 1996. Pannonhalma – Művelődési Ház Galéria
- 1996. Jászberény – Művelődési Központ
- 1996. Csorna – Művelődési Ház
- 1996. Sárvár – Vármúzeum
- 1997. Szolnok – Liget-úti Óvodagaléria
- 1997. Sopron – Gyermekek Háza Galéria
- 1997. Tamási – Városi Galéria
- 1997. Kisújszállás – Városi Kiállítóterem
- 1998. Hollókő – Pajtakert Galéria
- 1998. Székesfehérvár – Mancz János Óvodagaléria
- 1999. Budapest XI. kerület – NA-MI-VAN Galéria
- 1999. Szarvas – Tessedik Sámuel Múzeum
- 2000. Budapest XII. kerület – Önkormányzat
- 2000. Jászberény – Jász-Múzeum
- 2001. Szentendre – Szabadtéri Néprajzi Múzeum
- 2001. Budapest – MOM Művelődési Ház
- 2002. Jánosháza – Kultúrház
- 2002. Campona bevásárló központ
- 2002. Szentendrei Szabadtéri Néprajzi Múzeum
- 2008. Csongrád – Városi Galéria „Mézes Mesevilág”
- 2010. Csíkszereda – Szakszervezetek Művelődési Háza; „Mézes Mesevilág”
- 2011. Százhalombatta – Barátság Kulturális Központ; „Mézes Mesevilág”
- 2012. Csíkszereda – Megyeháza; „Mézes Mesevilág”
- 2012. Gyergyóremete – „Mézes Mesevilág”[8]

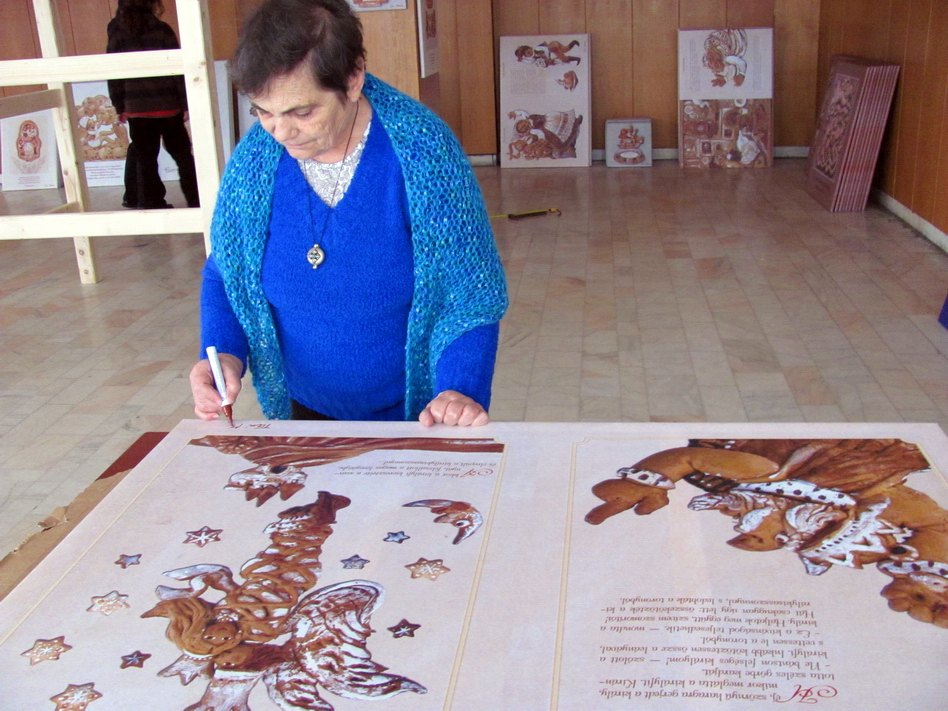
Tari Márta kiállításán

### Közös kiállítások
- 1991. – 1997. Budapest Magyarok Világszövetsége – Betlehemi Jászol Országos Kiállítás. A kiállított műveket minden évben díjazták.
- 1996. – 1997. – 1998. Budapest Hadtörténeti Múzeum – Kézművesség remekei. A kiállított műveket minden évben díjazták.
- 1996. – 1997. Róma Sale del Bramante – 100 Jászol a világ minden részéről. A kiállított műveket minden évben díjazták.
- 2006. Budapest Néprajzi Múzeum karácsonyi kiállítás – Szentek sorozat
- 2008. Budapest III. kerület Zichy-Kastély – „Fából-Vaskarika” Nemzetközi Kiállítás
- 2008. Budapest Magyar Alkotóművészek Háza – „Gyermek-játék” országos kiállítás
- 2009. Kecskemét Szórakaténusz Játékmúzeum – Országos Kiállítás[8]